# Bezzia rufescens
Bezzia rufescens är en tvåvingeart som beskrevs av Remm 1971. Bezzia rufescens ingår i släktet Bezzia och familjen svidknott. Inga underarter finns listade i Catalogue of Life.